# Яковлев, Юрий Николаевич (политик)
Ю́рий Никола́евич Я́ковлев (род. 9 октября 1950, Бендеры) — российский политик, депутат Государственной думы I созыва.

## Биография
Юрий Николаевич Яковлев родился 9 октября 1950 года в Бендерах Молдавской ССР. Русский; образование среднее техническое. Член Демократической партия России, председатель её приморской региональной организации. 12 декабря 1993 года избран депутатом Государственной думы по списку ДПР. С октября 1994 член координационного совета Конгресса русских общин. Был членом Комитета Госдумы по делам Федерации и региональной политике, председателем подкомитета по региональной политике в Восточной Сибири, на Дальнем Востоке и в Калининградской области. 22 ноября 1995 года вышел из фракции ДПР.